# Gündelbach
Das Dorf Gündelbach im Mettertal ist seit der Gemeindereform ein Stadtteil der Großen Kreisstadt Vaihingen an der Enz im Landkreis Ludwigsburg (Baden-Württemberg).

## Geographie

### Lage
Gündelbach liegt knapp sieben Kilometer nördlich der Kernstadt Vaihingen auf 246 m ü. NN an der Mündung des namengebenden Gündelbachs in die hier ostwärts fließende Metter. Etwa 1,7 km nordöstlich des Dorfes liegt die zur Ortsgemarkung zählende Domäne Steinbachhof am Steinbach, flussaufwärts der nächste größere Metter-Zufluss.
Gündelbach liegt 3,1 km östlich von Schützingen, ein Dorf, das heute zu Illingen im Enzkreis gehört, und 3,6 km westlich von Horrheim. 2,7 km südsüdöstlich von Gündelbach liegt jenseits des 392 m ü. NN hohen Eselsbergs im kurzen Nachbartal des Brünnlesbachs zur Enz das ebenfalls zu Vaihingen gehörende Ensingen. 3,7 km nordnordwestlich des Orts liegt jenseits des 385 m ü. NN hohen Hambergs das Dorf Häfnerhaslach am Kirbach, das zu Sachsenheim gehört.

### Verkehr
Gündelbach liegt an der Landstraße 1131, die das Mettertal durchzieht. Im Ortsbereich zweigt von ihr die Kreisstraße K 1644 in Richtung Nordwesten nach Häfnerhaslach ab.

## Geschichte

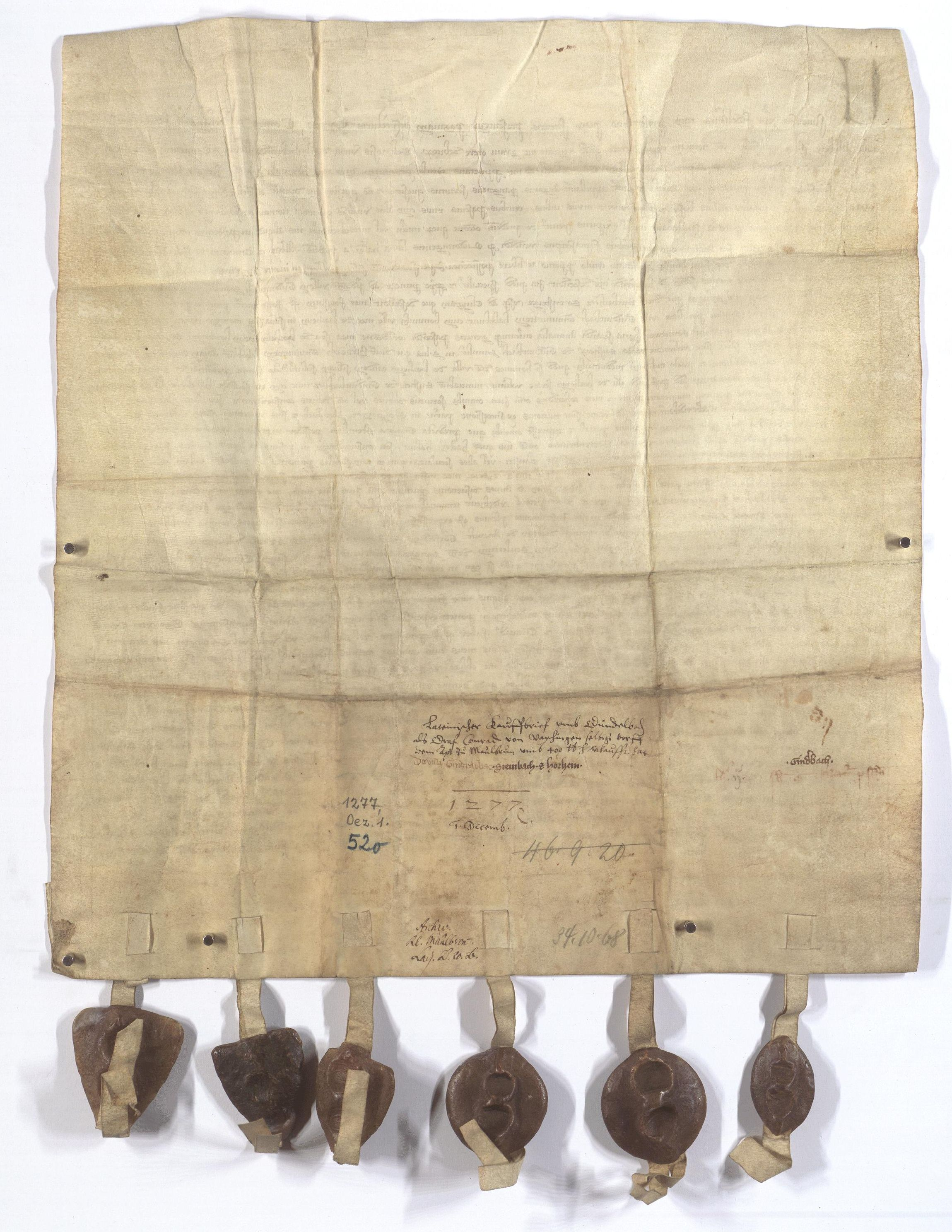
Urkunde vom 1. Dezember 1277

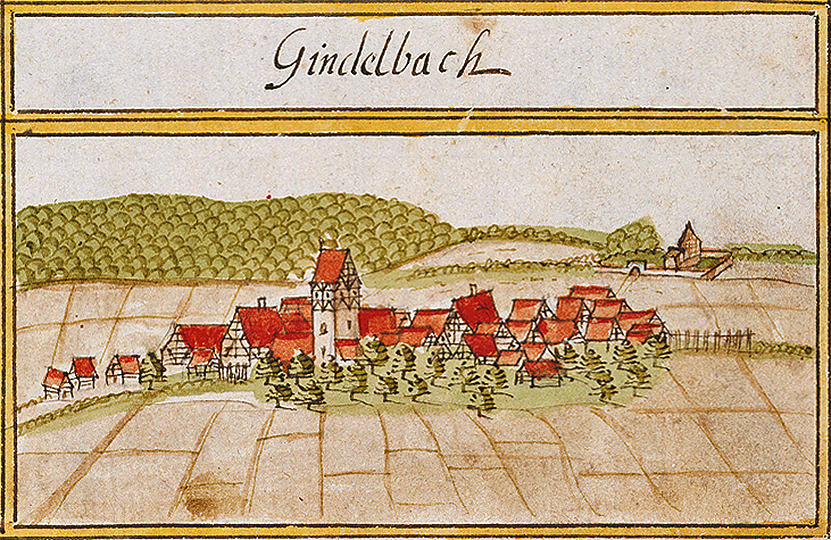
„Gindelbach“ 1684: Kirchturm mit Fachwerkgiebel; Friedhof mit Kapelle

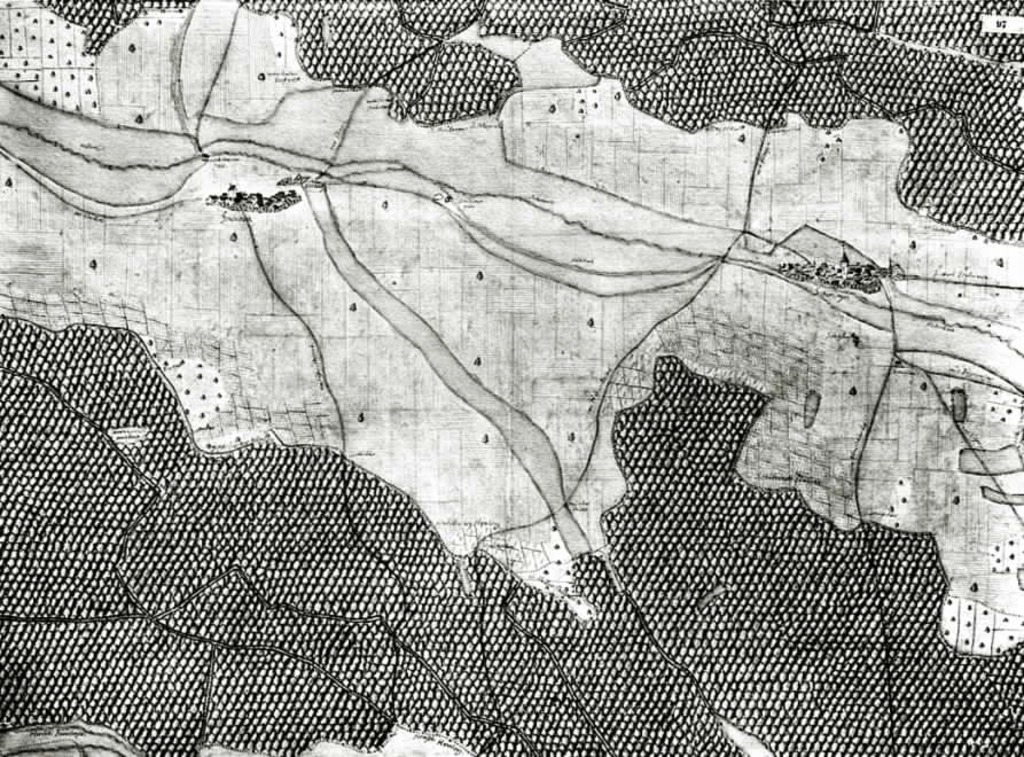
Gündelbach mit Mühle und Kirchhof auf gesüdeter Forstkarte von 1684

Um 1100 wurde der Ort Gindratbach, 1241 Ginderandesbach genannt. In der 1. Hälfte des 12. Jahrhunderts erhielt hier Kloster Hirsau Besitz. 1241 stiftete der Edelfreie Belrein von Eselsberg dem Kloster Maulbronn verschiedene Güter und Gülten in Gündelbach nebst einem Hörigen und erhält dieselben als jährlich verzinsbares Leiblehen zurück. Außerdem hatte Belrein 1241 das Kloster Rechentshofen gestiftet, wo Tochter Berchtrade später Äbtissin wurde, während Burg Eselsberg und Herrschaft Eselsberg über seine mit Graf Konrad II. verheiratete Erbtochter Agnes an die Grafen von Vaihingen kamen.
Im September 1262 erkannte Graf Konrad II. von Vaihingen, das Zehntrecht des Domkapitels zu Speyer in Gündelbach an.
1277 verkaufte Graf Konrad von Vaihingen wegen seiner Schulden sein Dorf Gündelbach mit aller Zugehörde um 400 Pfund Heller an Abt Hildebrand und den Konvent von Kloster Maulbronn, verzichtete auf alle Rechte an die Vogtei des klösterlichen Bauhofs Steinbach und verpflichtete sich, seine noch minderjährigen Geschwister zu demselben Verzicht auf alle ihre etwaigen Rechte an Gündelbach und den Hof Steinbach zu bewegen, wie er selbst, seine Mutter und sein Bruder der Speyrer Chorherr Gottfried von Vaihingen ihn geleistet hatten.
1286 verkauften Berthold, Ulrich, Konrad und Volmar von Bromberg acht Ohm von der Weinbede in Gündelbach an das Kloster Maulbronn, in demselben Recht, wie ihr Vater und sie dieselbe seither empfangen hatten, um 26 Pfund 5 Schilling Heller. Die Siegler waren Graf Konrad von Vaihingen, Erkinger, der Ältere, von Magenheim und die Aussteller.
1287 verkauften Konrad und Volmar von „Branburc“ (Bromberg) dem Kloster Maulbronn 13 Ohm und 4 Viertel von ihrer Weinbede in Gündelbach um 46 Pfund 10 Schilling Heller und 40 Pfennige. Siegler waren Graf Konrad von Vaihingen, Erkinger, der Jüngere, von Magenheim und die Aussteller.
1339 verkaufte Graf Konrad von Vaihingen dem Kloster Maulbronn das halbe Dorf Gündelbach für 200 Pfund Heller.
1350 schenkten Graf Konrad von Vaihingen und sein Sohn Johann dem Kloster Rechentshofen um ihres Seelenheils und dem ihrer Frau und Mutter Elisabeth von Schlüsselberg von ihrem Besitz in der Gemarkung ihrer beiden Dörfer Hohenhaslach und Niederhaslach 13½ Viertel Weingült aus einem Morgen Weingarten, der der „Spi[e]gel“ heißt und „an dem Hungerberg“ liegt und dazu eine jährliche Gült aus vier Morgen Wiesen.
1355 verkauften Graf Konrad von Vaihingen und sein Sohn Heinrich dem Kloster Maulbronn ihren Wald bei Gündelbach, der Schreckstein genannt wird.
1404 verkaufte der Ortsadelige Albrecht, genannt Abian, von Horrheim dem Kloster Maulbronn seine Mühle zwischen Schützingen und Gündelbach mit den zugehörigen Gütern und Gerechtsamen.
Im Landshuter Erbfolgekrieg wurde Gündelbach 1504 von den Truppen des Herzogs Ulrich von Württemberg niedergebrannt.
Das Patronatsrecht an der Laurentiuskirche hatten im Mittelalter die Grafen von Vaihingen, dann die Grafen von Württemberg, die es von 1443 bis 1587 als Lehen an die Herren von Nippenburg vergeben hatten. Kirchenrechtlich gehörte die Kirche bis zur Reformation zum Landkapitel Vaihingen im Archidiakonat Trinitatis des Bistums Speyer. Der Turmchor der Ortskirche stammt aus der 1. Hälfte des 15. Jahrhunderts, ihr Langhaus wurde 1618 angebaut.
Nach der Aufhebung des Klosters Maulbronn wurde das Dorf dem württembergischen Klosteramt, ab 1806 Oberamt Maulbronn, zugeteilt. 1938 kam es zum Landkreis Vaihingen. Am 1. März 1972 wurde Gündelbach nach Vaihingen an der Enz eingemeindet.

## Persönlichkeiten
- Albrecht Fischer (* 8. Mai 1950) Politiker und Mitglied des Landtages, wohnhaft in Gündelbach.
- Carolin Klöckner (* 9. September 1995) 70. Deutsche Weinkönigin (2018/2019)